# Бисайм
Биса́йм (фр. Biesheim [bisaɪm]) — коммуна на северо-востоке Франции в регионе Гранд-Эст (бывший Эльзас — Шампань — Арденны — Лотарингия), департамент Верхний Рейн, округ Кольмар — Рибовилле, кантон Энсисем. До марта 2015 года коммуна административно входила в состав кантона Нёф-Бризак округа Кольмар.
Площадь коммуны — 16,55 км², население — 2303 человека (2006) с тенденцией к росту: 2506 человек (2012), плотность населения — 151,4 чел/км².

## Население
Численность населения коммуны в 2011 году составляла 2472 человека, а в 2012 году — 2506 человек.
| 1962 | 1968 | 1975 | 1982 | 1990 | 1999 | 2005 | 2006 | 2010 | 2011 | 2012 |
| ---- | ---- | ---- | ---- | ---- | ---- | ---- | ---- | ---- | ---- | ---- |
| 1019 | 1149 | 1874 | 1959 | 2125 | 2315 | 2329 | 2303 | 2447 | 2472 | 2506 |

Динамика населения:

## Экономика
В 2010 году из 1609 человек трудоспособного возраста (от 15 до 64 лет) 1215 были экономически активными, 394 — неактивными (показатель активности 75,5 %, в 1999 году — 72,6 %). Из 1215 активных трудоспособных жителей работали 1091 человек (573 мужчины и 518 женщин), 124 числились безработными (66 мужчин и 58 женщин). Среди 394 трудоспособных неактивных граждан 105 были учениками либо студентами, 160 — пенсионерами, а ещё 129 — были неактивны в силу других причин.
На протяжении 2011 года в коммуне числилось 1007 облагаемых налогом домохозяйств, в которых проживало 2436,5 человек. При этом медиана доходов составила 21048 евро на одного налогоплательщика.